# Jérôme Gilbert
Jérôme Gilbert (22 januari 1984) is een Belgisch voormalig wielrenner. Op 12 april 2012 tekende hij een contract bij de wielerploeg Accent.Jobs-Willems Veranda's. Op 19 juni 2015 liet hij weten een punt achter zijn wielercarrière te zetten. Jérôme Gilbert is de jongere broer van Philippe Gilbert.

## Resultaten in voornaamste wedstrijden
| Jaar | Ronde van Vlaanderen | Luik-Bast.‑Luik | Waalse Pijl |
| ---- | -------------------- | --------------- | ----------- |
| 2013 | opgave               | opgave          | opgave      |
| 2014 |                      | opgave          |             |

## Ploegen
- 2012 -  Geofco-Ville d'Alger (tot 12-4)
- 2012 -  Accent.Jobs-Willems Veranda's (vanaf 12-4)
- 2013 -  Accent.Jobs-Wanty
- 2014 -  Wanty-Groupe Gobert
- 2015 -  Vérandas Willems (tot 19-6)